# Kronprinsparrets Kulturpris
Kronprinsparrets Kulturpris är ett danskt pris instiftat av Bikubenfonden med anledning av bröllopet mellan dåvarande kronprins Frederik av Danmark och kronprinsessan Mary av Danmark den 14 maj 2004. Vid prisutdelningen 2009 bytte det namn till Kronprinsparrets Priser.

## Mottagare
- 2005 Per Fly och Rädda Barnen
- 2006 Olafur Eliasson och Julemærkefonden
- 2007 Sonja Richter och Ventilen
- 2008 Tina Dickow och Morgencaféen for hjemløse
- 2009 Andreas Brantelid
- 2011 Bjarke Ingels
- 2012 Jakob Martin Strid
- 2013 Tio personer bakom tv-serien Forbrydelsen, säsong 1-3[1]
- 2014 Formgivaren Cecilie Manz
- 2015 Teaterläraren Elisa Kragerup
- 2016 Filmläraren Tobias Lindholm
- 2017 Musikkompositörerna Martin Højland och Simon Dokkedal (Den Sorte Skole)
- 2018 Författaren Kim Leine[2]
- 2019 Operasångerskan Elsa Dreisig
- 2020 Skådespelaren Danica Curcic
- 2021 Konstnärsgruppen Superflex[3]